# 切爾切 (切梅里夫齊區)
切爾切（烏克蘭語：Черче），是烏克蘭西部的村莊，隸屬赫梅利尼茨基州的卡緬涅茨-波多利斯基區。該村處於斯莫特里奇河畔，面積2.7平方公里，海拔高度211米，2001年人口703。
48°52′17″N 26°31′26″E / 48.87139°N 26.52389°E